# Eustaci d'Epifania (bisbe)
Eustaci d'Epifania  (Eusthatius, Εὐστάθιος) fou un bisbe d'Epifania a Síria, del segle iv que va estar present entre el sector arrià al sínode de Selèucia d'Isàuria del 359 (Epiphan. 73.26; Chron. Alexandr. p. 296).